# Federación Anarquista Ibérica
La Federación Anarquista Ibérica (FAI) es una organización fundada en 1927 en Valencia, como continuación de tres organizaciones anarquistas, la portuguesa, União Anarquista Portuguesa y las españolas Federación Nacional de Grupos Anarquistas de España y Federación Nacional de Grupos Anarquistas de Lengua Española en el Exilio teniendo de esta forma un ámbito de actuación ibérico. En la actualidad la organización forma parte de la Internacional de Federaciones Anarquistas.

## Historia

### Durante la dictadura de Primo de Rivera
La FAI nace en los días 25 y 26 de julio de 1927 en una playa de Valencia como fruto de una conferencia de grupos anarquistas de España, Portugal y exiliados españoles en Francia.
La agenda de esta primera conferencia fue: la relación con el movimiento obrero en general y con la CNT en particular, el cooperativismo, la estructura de la FAI, la dictadura, los presos, la prensa, las internacionales y la residencia del Comité Peninsular. Sobre la relación con la CNT se plantea ya la trabazón a nivel orgánico en todos los niveles y en los comités pro-presos, siendo aceptada por esta en los Comités de Acción Revolucionaria y en los Comités Pro-Presos por un pleno nacional en 1928. 
En 1930 Juan Manuel Molina, Juanel, asume la secretaría de la federación. Este mismo año, a raíz de la caída de Primo de Rivera, de manera paralela a la CNT, la FAI se refuerza y organiza.

### Segunda República (1931-1936)
Durante la Segunda República la FAI empieza a ser conocida por la opinión pública y a aparecer en numerosos periódicos. De manera paralela al Congreso de la CNT en el Teatro Conservatorio de Madrid, donde ya se dejan sentir los postulados de la FAI, esta celebra un congreso nacional.
Durante el periodo que duró la república la cuestión más importante que se planteó fue la relación de la CNT y la FAI, una relación que debe entenderse como la lucha por el poder de la CNT. Dentro de la CNT hubo varias posiciones: en primer lugar estaban los militantes de la FAI que eran afiliados al sindicato y que defendían los postulados de esta, por otro lado estaban aquellos que mantenían posiciones similares o idénticas a las de la FAI y opuestas a las tesis moderadas y por último aquellos que veían en la FAI una corriente que estaba haciéndose con los puestos dirigentes e imprimiendo un camino erróneo al sindicato. Si bien la FAI no poseía una estructura ni una capacidad para influir sobre la confederación desde las posturas moderadas se identificó a esta con los planteamientos más radicales. Estos debates se intensificaron tras la publicación de un manifiesto por parte de los elementos más moderados de la confederación, el Manifiesto de los Treinta. Lo que llevó a un incremento de los ataques tanto de un lado como de otro y al desplazamiento de los afiliados que se identificaban o defendieron el treintismo.
Se identificó a la FAI como instigadora del levantamiento del Alto Llobregat de enero de 1932. También de manera similar acaban siendo los impulsores en ciertas zonas de la Insurrección de enero de 1933 y apoyó también el movimiento de diciembre del mismo año. En octubre de 1933 se desarrolla un pleno nacional de regionales en Madrid. En este pleno se aprueba la publicación de un boletín mensual, la salida de un órgano específico de nombre FAI, el establecimiento del comité peninsular en Zaragoza y una ponencia para realizar una propuesta de comunismo libertario. En 1934 la regional de Asturias apoyó la revolución de Asturias desempeñando un papel importante en los núcleos tradicionalmente anarquistas de La Felguera y Gijón.[cita requerida] Este intento revolucionario llevó a la desarticulación de la FAI a causa de la represión. En 1935 el grupo Nervio fue designado para nombrar un comité peninsular del que resultó Diego Abad de Santillán como secretario general. El 31 de enero y 1 de febrero de 1936 tiene lugar un pleno peninsular de regionales en Madrid al que asisten 496 delegados en representación de alrededor de 5000 miembros. En este pleno se trataron temas como una posible guerra o el acuerdo de no boicotear directamente las elecciones.

### Guerra Civil (1936-1939)

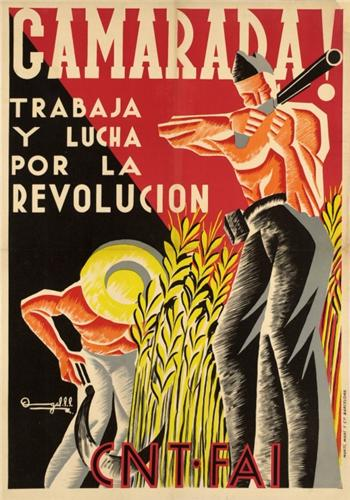
Cartel de la CNT-FAI durante la guerra civil española

Resumiendo, la FAI fue tácticamente revolucionaria, con acciones que incluían desde los robos de bancos para la adquisición de fondos o la constitución de bibliotecas populares a la organización de huelgas generales. Apoyó esfuerzos en contra de la dictadura de Rivera y la monarquía, y en 1936, contribuyó al establecimiento del Frente Popular a cambio de la liberación de los numerosos presos libertarios. Tras el alzamiento franquista, las organizaciones anarquistas comenzaron a cooperar con el gobierno republicano, no sin controversia.

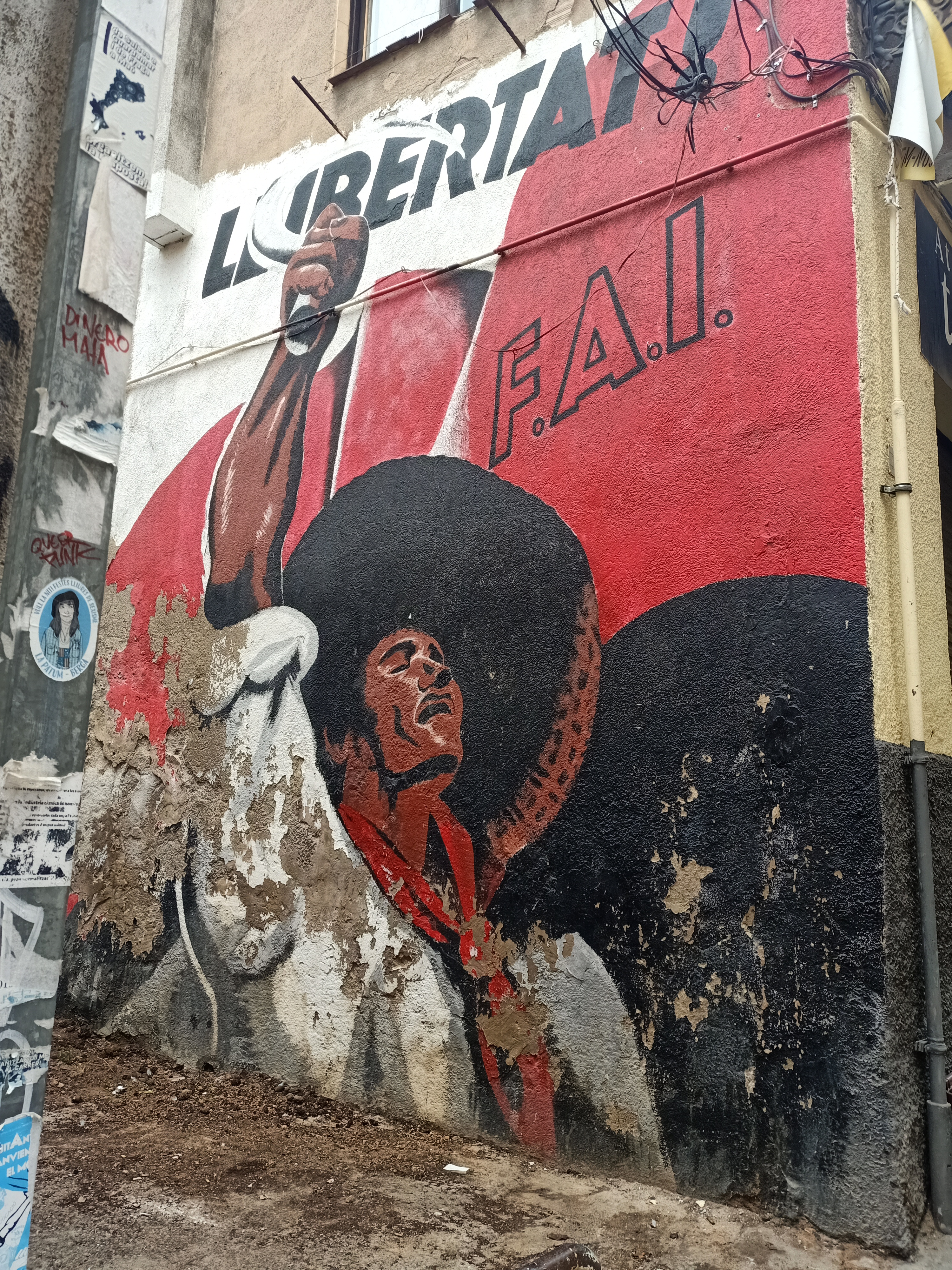
Grafiti que reproduce un cartel de la FAI

El gobierno republicano tuvo dificultades para controlar las ejecuciones sumarias o ciertos excesos anticlericales o antipatronales. A la vez propulsó activamente la Revolución Social Española de 1936 en la cual veía llevados a la praxis sus ideas ácratas (colectivizaciones de tierras e industrias, municipalismo libertario, etc.), aunque ello llevó a la par casos de represión en la retaguardia republicana por parte de faístas (ante la oposición de destacados líderes cenetistas) no solo contra simpatizantes del fascismo, sino incluso contra republicanos moderados, pequeños propietarios o la Iglesia. También protagonizaron actos violentos y de indisciplina en el frente de batalla; ya en el inicio de la guerra, un batallón de la FAI se amotinó y asesinó a su superior en el frente de Madrid, el teniente coronel Cuervo, leal a la República. A estos actos de desobediencia se añadía la importante infiltración, al igual que en la CNT, de elementos quintacolumnistas, fenómeno acentuado desde la sublevación militar del 18 de julio por el fuerte proselitismo realizado por estas organizaciones. Largo Caballero llegó a decir al respecto: "En la FAI hay infiltrados numerosos agentes provocadores y esbirros de la policía, por eso es imposible tratar con ellos". En septiembre de 1936 Lluís Companys, presidente de la Generalitat, advertía al Gobierno republicano de la existencia en Cataluña de un complot entre falangistas y sectores radicales de la FAI (en los que se presumía una importante presencia de espías del bando sublevado) para provocar conflictos y alterar el orden público. También avisó acerca de los planes faístas para asaltar el Banco de España en Madrid y apoderarse de las reservas de oro del Estado, con el fin de llevárselas a Barcelona.

### Dictadura franquista (1939-1975)
Durante el franquismo, continuó actuando clandestinamente en unión de las demás organizaciones y grupos del movimiento libertario español. Fueron miles los muertos y detenidos de la FAI por las fuerzas policiales del estado franquista. En general su labor estuvo muy estrechamente vinculada a la de la CNT, tanto en España como en el exilio. 

### Democracia
Tras la llegada de la democracia se forman grupos en varias localidades, aceptando los postulados ácratas clásicos. Se negó a registrarse legalmente como asociación y manteniendo la independencia económica de cualquier institución. Y por ello tuvo problemas, ya que con la fama que le venía del pasado y toda la leyenda negra que había contra ella provocaron detenciones masivas de sus militantes. Así en el bar Lafuente del barrio de Sagrada Familia (calle Rosellón), en Barcelona, caen detenidos un grupo de 55 libertarios llegados de todas partes de España que pretendían constituir la FAI el 30 de enero de 1977. Un año después se les acusará en los medios de comunicación de estar detrás de la bomba del Scala. Muchos años después del atentado se supo que originalmente había sido la misma policía la que puso el explosivo y quien inculpó a los anarquistas.
En la actualidad, la FAI mantiene alrededor de unos 15 grupos federados. Edita un periódico mensual llamado Tierra y Libertad. Aparte hay algunos grupos que publican su propia prensa, una de ellas llamada 'Ekinaren Ekinaz', de ámbito regional, editado por la Federación de Grupos Anarquistas de Euskal Herria perteneciente a la organización, y en la regional Gallega, se publica el periódico Humanidad Libre, Además el grupo Albatros de la FAI, tiene multitud de libros publicados de índole libertaria. Y adherido a un comité científico, publica una revista  de estudios libertarios llamada Germinal.  
La FAI Tiene relaciones con otras federaciones anarquistas internacionales a través de una Internacional de Federaciones Anarquistas Archivado el 11 de febrero de 2013 en Wayback Machine.. Porque ve la necesidad de crear federaciones y relaciones a todos los niveles, tanto regionales, nacionales o internacionales. Para poder estar en contacto y en coordinación continua.

## Filmografía
- "Vivir la utopía el anarquismo en España", es un documental de 1997 por Juan Gamero.